# آمار سین منتیراس
| بررسی انتقادی | بررسی انتقادی |
| منبع          | رتبه‌بندی      |
| ------------- | ------------- |
| آل‌میوزیک      | [ ۱ ]         |

آمار سین منتیراس (به اسپانیایی: Amar Sin Mentiras) نام آلبومی در سبک پاپ لاتین از مارک آنتونی، خواننده آمریکایی است که در سال ۲۰۰۴ منتشر شد. جنیفر لوپز هم در بخش‌هایی از ترانه‌ها حضور دارد. این آلبوم در جایزه گرمی به عنوان برترین آلبوم پاپ لاتین سال ۲۰۰۵ انتخاب شد.